# Старый Квебек
Ста́рый Квебе́к (фр. Vieux-Québec), также Старый город Квебека — исторический центр города Квебек (Канада). Старый Квебек включает в себя Верхний город и Нижний город и входит в список всемирного наследия ЮНЕСКО. Административно Старый город относится к округу Вьё-Квебек-Кап-Блан-коллен Парлементер в составе района Ла Сите-Лимуалу.
Некоторое время исторический центр называли Латинским кварталом (Quartier latin), но это название более относится к местности близ университета Лаваля.

## История

### Новая Франция
Старый Квебек является старейшей частью современной Квебекской агломерации с населением около 1,0 млн человек. В 1608 году Самюэль де Шамплен выбрал это место для строительства Шато-Сен-Луи, будущей резиденции правительства Новой Франции. С самого основания исторический центр имел большое политическое, военное и административное влияние на жизнь города и Новой Франции в целом. В то время, как в Нижнем городе поселились торговцы и ремесленники, в Верхнем городе обосновались правительственные чины и священники.
В 1617 году в крепость, где был расквартирован французский военный гарнизон, прибывает семья первых добровольных гражданских поселенцев из Франции: ими стали аптекарь Луи Эбер (Louis Hébert) и его супруга Мари Ролле (Marie Rollet) с тремя детьми, из которых две дочери — Анна и Гильеметта — стали первыми невестами французского Квебека. Гильеметта Куяр впоследствии стала первой француженкой родившей франко-канадских детей. К 1627 году в колонии было зарегистрировано 2 брака и 8 рождений, число взрослых белых женщин достигло 5, а девочек — 6.
6 мая 1627 года кардинал Ришельё издал указ, согласно которому протестантам было запрещено селиться в Квебеке (он боялся того что протестанты будут сотрудничать с англо-американцами из стремительно разрастающихся 13 британских колоний). Указ уберёг Квебек от разрастания религиозного конфликта, который потряс Францию и успел добраться даже до соседней французской Акадии: в 1635 между фрако-протестантсткими и франко-католическими пересенцами в Акадии разразилась настоящая гражданская война, закончившаяся весьма плачевно для обеих сторон.
19 июля 1629 Дэвид Кёрк — лояльный Великобритании пират смешанного англо-французского происхождения — захватил корабли с провизией из Франции и под угрозой голода заставил Шамплена бескровно капитулировать. Англичане изгнали большинство французских граждан крепости кроме вдовы Луи Эбера Мари Ролле и нескольких её потомков, которые успешно пережили оккупацию. На самом деле мирный договор между воевавшими Англией и Францией был к тому времени уже заключён и Квебек по нему оставался за Францией, но до Шамплена эта новость ещё не дошла из-за того что пересечение Атлантики занимало 3-4 месяца. Тем не менее, английские пираты не спешили освобождать крепость. Наступил период первой британской оккупации (1629—1632). Однако Сен-Жерменский договор 29 марта 1632 года заставил англичан покинуть Старый Квебек и снова вернул его под власть Франции на следующие 127 лет. В этот период относительного спокойствия и процветания возобновился приток французских колонистов.
В 1665 году, население города составляло уже порядка 550 человек в 70-и жилых домах. Четверть жителей были членами религиозных орденов: светские священники, иезуиты, урсулинки, которые управляли местной больницей, Отель-Дьё.
В 1660-х в городе появился самый первый отрезок королевской трассы Шмен-дю-Руа, который соединил мыс Турмант на побережье Кот-де-Бопре с местечком Кап-Руж (к западу от г. Квебек), то есть таким образом пересекал весь Старый Квебек.
22 августа 1711 года Квебекская экспедиция Уокера в составе 12 000 человек прибыла в устье реки Святого Лаврентия с целью захвата французского города и всей колонии, население которой едва превышало 20 000. Однако из-за плохой погоды и сильных течений, к которым были не готовы англичане, они потеряли 7 транспортных кораблей, 1 транспорт снабжения и более 850 солдат погибшими (по некоторым версиям, число погибших доходило до 2000). В результате, противник повернул назад, а сам город получил полувековую отсрочку от британского владычества.
К 1737 году 280 км полотна новой дороги связали Старый Квебек со Старым Монреалем (который также начал активно развиваться), превратив колонию в единое экономико-демографическое целое и ознаменовав собой краткий, но бурный «Золотой век» всей Новой Франции, который резко оборвало британское завоевание Квебека.
Интересно что французская колониальная администрация, базировавшаяся в старом городе, уделяла очень большое внимание демографической статистике как самой крепости, так и колонии в целом: с 1666 по 1760 годы в Квебеке прошло сразу 36 переписей населения, давших подробную картину начала его демографической истории. Напротив, англо-американские войска, захватившие Квебек в 1760 году, мало интересовались демографической статистикой франко-канадцев: с 1760 по 1790 годы британские военные переписывали лишь только жителей городов Монреаль и Квебек, игнорируя все сельские поселения провинции. Лишь после 1831 года демографический учёт населения Квебека вновь приобрёл системный всеохватывающий характер.
В конце французского правления в 1758 году территория Старого Квебека была миром контрастов. Леса, деревни, поля и пастбища окружали городскую крепость с населением 8—9 тыс. человек (для сравнения, населения Монреаля на тот момент составляло лишь около 5 тыс. жителей). Относительно небольшое (даже по меркам той эпохи) население города тем не менее бурно росло за счёт высокой рождаемости. В отличие от Франции XVIII века, относительно менее скученный Квебек отличался лучшим качеством питьевой воды, а его более суровый климат подавлял распространение многих инфекций, что обеспечивало лучшую выживаемость детей. Город отличался монументальной архитектурой, внушительными военными укреплениями, довольно грязными улицами, домами богатых из камня и лачугами бедняков в пригородах Сен-Жан и Сен-Рош. Несмотря на статус столицы, Квебек оставался небольшим колониальным городом (но тем не менее являлся крупнейшим французским поселением Новой Франции), тесно связанным с сельской местностью. На двух рынках города торговали излишками с ферм и дровами, а рядом — импортными товарами из Франции.
18 сентября 1759 года, через 5 дней после поражения французской армии от англо-американских войск в битва при Квебеке, город капитулировал и был занят оккупационной британской администрацией.
Успешное контрнаступления генерала Леви (битва у Сент-Фуа) имело место 28 апреля 1760 году, однако оно так и не смогло выбить англичан из городской крепости ввиду отсутствия военных подкреплений из Франции даже при том что население Франции на тот момент как минимум втрое превосходило население всей Великобритании с колониями. Морской флот Франции был однако довольно слаб и по большей части его заблаговременно уничтожили британцы. Парижский мирный договор окончательно передал крепость, как и всю Новую Фрацию, под управление Великобритании. Этьенн Франсуа де Шуазёль, будучи поставленным перед выбором, отказался от Канады в пользу нескольких Карибских островов и ряда факторий в Индии. Вместе с Канадой Франция также потеряла Иль-Руаяль и Иль-Сен-Жан.

### Британская Канада
Военные сооружения сильно тормозили дальнейшее развитие города. В конце XIX века многие жители Квебека высказывались за снос военных укреплений, однако губернатор Дафферин смог остановить разрушения и отреставрировать те части стен, которым был нанесён ущерб. Благодаря его вмешательству город сохранил свой облик и был внесён в список Всемирного наследия ЮНЕСКО в 1985 году.

## Современность
В чертах Старого Квебека преобладают здания XIX века, некоторые постройки относятся к XVII—XVIII векам. Также сохранились большинство фортификаций, в том числе Квебекская крепость. В историческом центре расположились торговые улицы Рю дю Пети-Шамплен, Рю Сен-Жан, Рю Де Бод. Многие организации по-прежнему располагаются в центре Квебека, как, например, городской совет, Квебекская семинария, монастыри августинок и урсулинок.
Являясь одной из главных достопримечательностей Канады, Старый Квебек привлекает большое количество туристов. Для них в центре были построены отели, в том числе знаменитый Шато-Фронтенак. В Старом Квебеке также функционирует фуникулёр.